# Reichszentrale zur Bekämpfung der Homosexualität und der Abtreibung

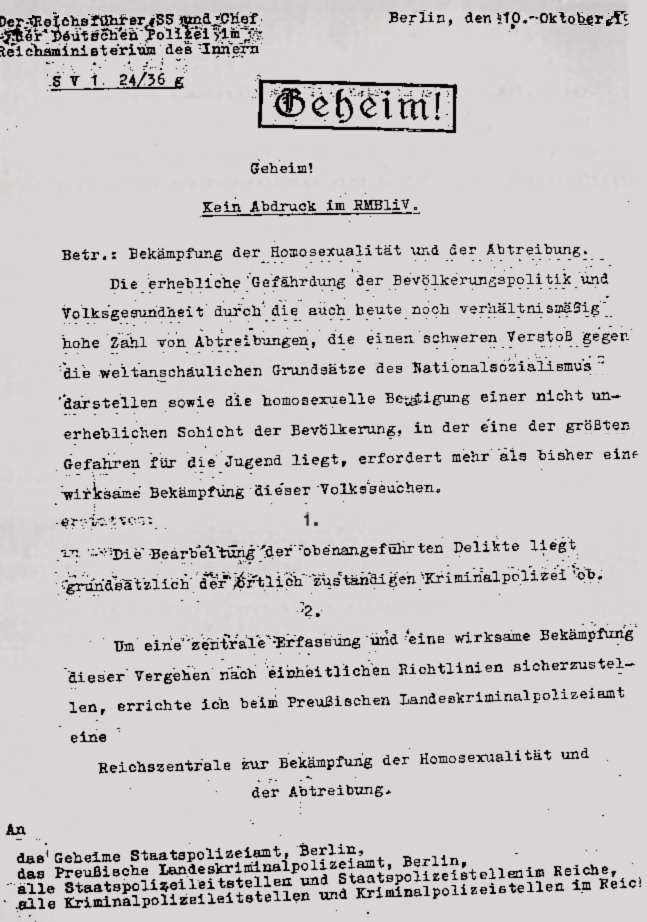
Geheimerlass zur Errichtung der Reichszentrale (10. Oktober 1936)

Die Reichszentrale zur Bekämpfung der Homosexualität und der Abtreibung war das zentrale Instrument der Nationalsozialisten zur Homosexuellenverfolgung im Deutschen Reich.

## Vorgeschichte
Mit der Vierten Verordnung zur Ausführung des Gesetzes zur Verhütung erbkranken Nachwuchses vom 18. Juli 1935 galt ab 26. Juli für alle Ärzte, Hebammen und sonstige Personen eine Anzeigepflicht für „Schwangerschaftsunterbrechung, Fehlgeburt und Frühgeburt“ vor der 32. Schwangerschaftswoche. Die Gesundheitsämter hatten diese Anzeigen dem Reichsinnenministerium zu melden. Zusätzlich arbeiteten die Gesundheitsämter eng mit der Kriminalpolizei zusammen, um illegalen Schwangerschaftsabbrüchen auf die Spur zu kommen.
Im Jahr 1934 wurde das Sonderdezernat Homosexualität beim Geheimen Staatspolizeiamt (Gestapa) eingerichtet.

## Geschichte
Die Reichszentrale wurde am 10. Oktober 1936 durch geheimen Erlass des Reichsführers SS, Heinrich Himmler, im Zuge der Neuorganisation der Kriminalpolizei beim Reichskriminalpolizeiamt gegründet. Der Erlass wurde nicht im Reichsministerialblatt der inneren Verwaltung (RMBliV) veröffentlicht, aber an alle Staats- und Kriminalpolizeistellen übermittelt. Ihre Einrichtung war der Auftakt für die nach den Olympischen Spielen 1936 wieder verstärkt einsetzende Homosexuellenverfolgung. Die Aufgabe der Reichszentrale bestand vorrangig in der Sammlung von Daten über Homosexuelle.
1940 waren bereits Dateien von 41.000 als homosexuell bestrafter oder verdächtiger Männer gespeichert.
Die zentrale Datenspeicherung erlaubte es der Reichszentrale, Maßnahmen zur Verfolgung und Bestrafung von Homosexuellen einzuleiten und zu koordinieren. Dazu stand ihr der Einsatz von mobilen Sondereinheiten zur Verfügung, die auch vollzugsmäßig eingreifen konnten.
Erster Leiter war bis Frühjahr 1938 SS-Offizier Josef Meisinger, der auch Leiter des Sonderdezernats Homosexualität beim Gestapa war und es auch in Personalunion blieb. Danach wurde Kriminalrat Erich Jacob Leiter. Ab Juli 1943 war Jacob kriminalistischer Leiter, ihm zur Seite stand als wissenschaftlicher Leiter der Psychiater und Neurologe Carl-Heinz Rodenberg. Beiden stand 1943 ein Stab von 17 Mitarbeitern zur Verfügung. Die schätzungsweise 100.000 Karteikarten umfassende Sammlung ist wahrscheinlich in den letzten Kriegstagen vernichtet worden.
Die Kampagne der Nationalsozialisten gegen die römisch-katholische Kirche, oftmals wegen vermeintlicher oder wirklicher homosexueller Handlungen, begann 1936 schon vor Errichtung der Reichszentrale und wurde im Sommer 1937 abgebrochen, wohl weil die erhoffte propagandistische Wirkung in der Bevölkerung ausblieb (vgl. Sexueller Missbrauch in der römisch-katholischen Kirche in Deutschland#Zeit des Nationalsozialismus).